# 相原 (武蔵国・相模国)
相原（あいはら）は、境川をはさみ東京都町田市相原町と神奈川県相模原市緑区相原にまたがって広がる地名である。
古くは粟飯原とも表記し、平安時代後期から鎌倉時代にかけて武蔵国多摩郡を中心に割拠した武士団「横山党」のうちの粟飯原氏の名字の地とされる。戦国時代には後北条氏の支配下にあり、「北条氏所領役帳」に粟飯原四ケ村という地名が見られるが、これは現在の町田市相原町および相模原市相原だけでなく、町田市小山町および相模原市小山、さらに相模原市の橋本および下九沢などにまたがる地域であったと考えられている。
1594年（文禄3年）の検地で境川が武蔵・相模両国の境界とされたことにより、北側が武蔵国多摩郡、南側が相模国高座郡に属することとなった。